# 祖靈籃

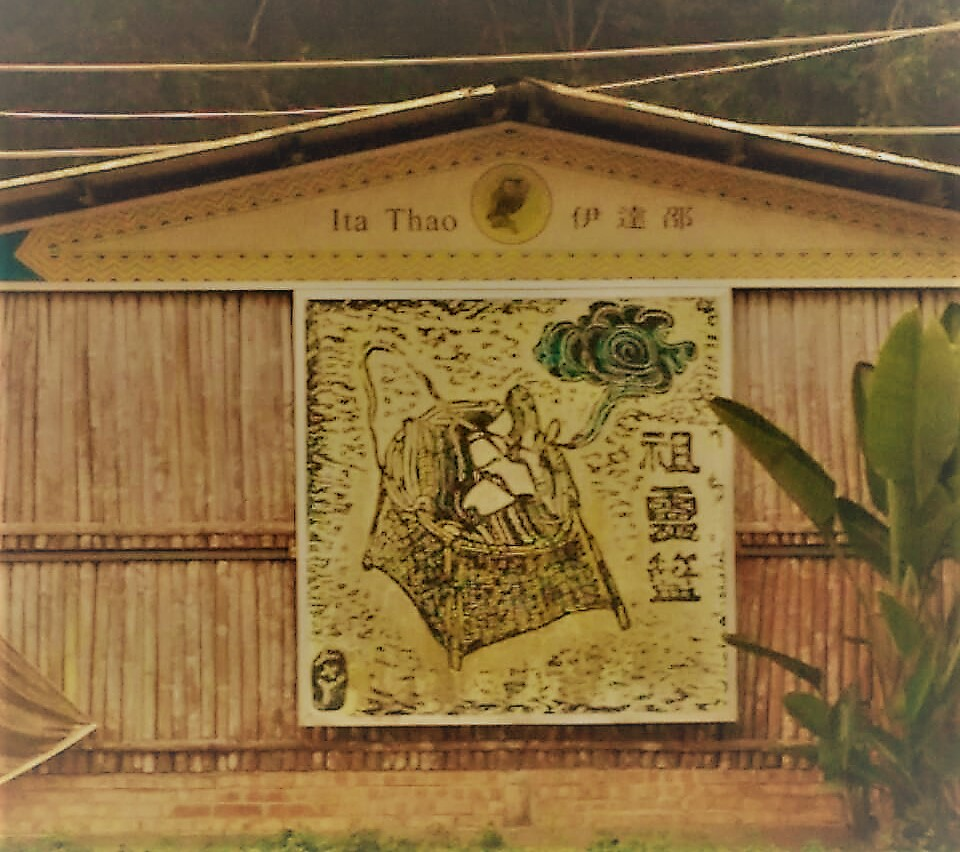
邵族家屋外的祖靈籃畫像

祖靈籃（邵語：Ulalaluan）是邵族抽象祖靈信仰的具體化，籃內裝有祖先遺留的衣物和珠飾以及現在家族中的人的衣物，象徵祖靈的居所也象徵家屋的所在，幾乎所有邵族人的家戶中都有祖靈籃，由於邵族人與漢人長期接觸交流，需向漢人解釋此籃之意，故又有「公媽籃」一稱。祖靈籃為邵族信仰的一大特色，並未見於其他台灣原住民的祖靈信仰中。

## 祖靈信仰
邵族稱超自然物為qali，凡是氏族祖靈或先生媽的守護神名皆為qali。qali有善惡之分，善者係由善良的人死後變成的，可以驅除惡靈造福社眾，最高祖靈pakalar與氏族祖靈apu'apu屬之，其並為邵族信仰的核心。。

## 起源傳說
關於祖靈籃的由來說法不一，然有一段起源故事廣為人所知。
傳說邵族人剛來Lalu定居時，頭人的妻子懷孕生下一對孿生兄弟，其中一位黑臉，另一位白臉，在當時孿生被認為是大不祥的事，更何況是詭異的一黑一白，於是頭人把黑嬰丟到潭中淹死。
第二天夜裏，被丟棄到潭中的黑嬰託夢給頭人，說到：「今我已死，此後全族每戶人家都必須以一籃置放祖先的衣飾，作為祖靈的居處而供奉之，不得有誤，否則將有大禍。」次日頭人將此事告知族人，大家都非常驚恐，於是每家都準備一只籃子，內置祖先衣服和飾物，作為祖靈的象徵，此後族人遇有重大事情，都以祖靈籃做為祭告求佑的對象，據說邵族的族運從那時起開始興旺，祖靈籃的供奉也延續至今。

## 外觀形式

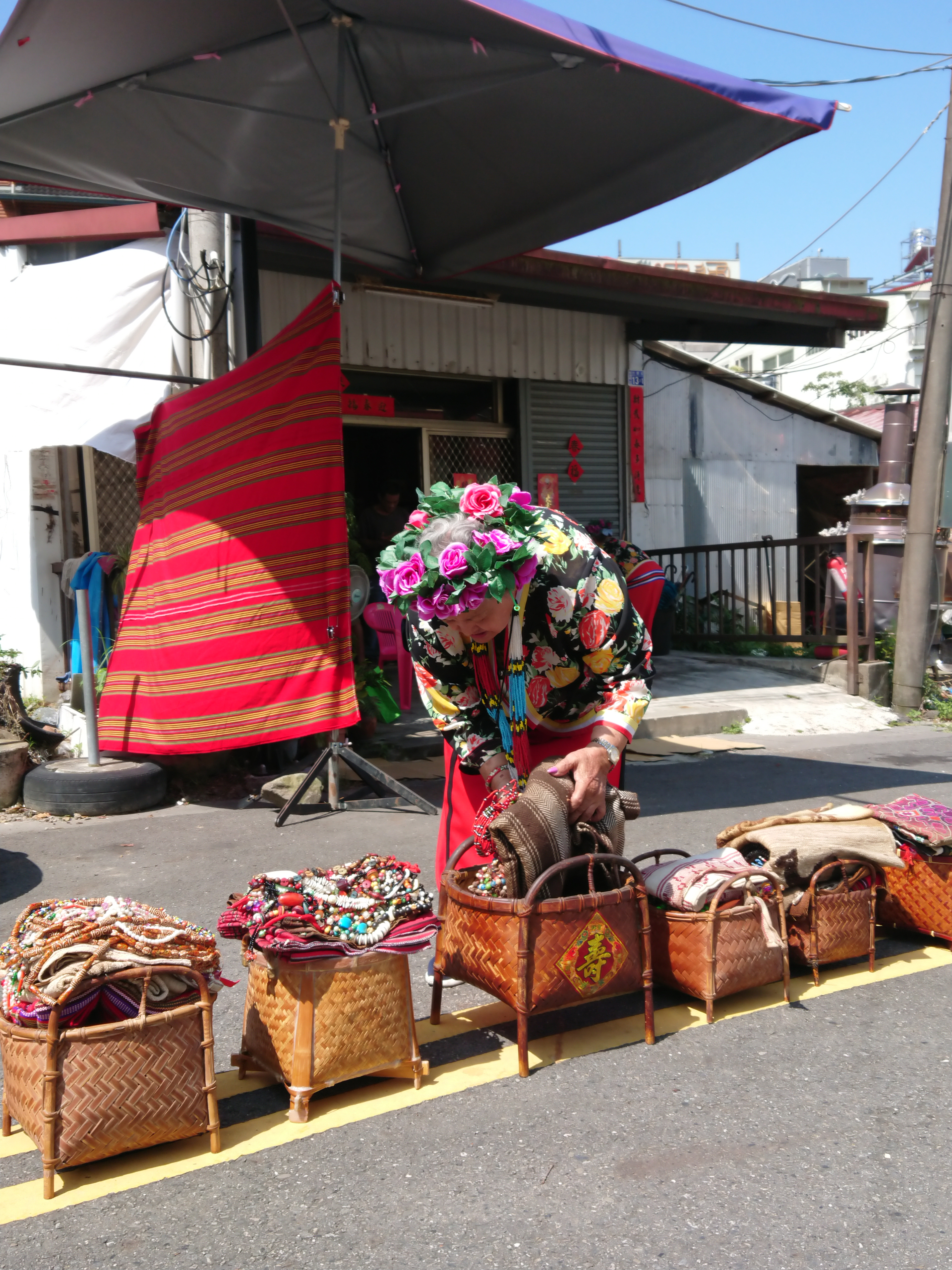
白鰻祭時的祖靈籃

為了供奉祖靈，邵族每戶人家都有一只四角型且具有四足的竹製祖靈籃，象徵祖靈之存在，籃的大小不一致，未分家的家戶的籃子會越大，立新戶時會將原有藍中的物品分一些到新立的籃子中，祭祀時會依據不同的祭典，準備不同的祭品以及搭配不同的器皿盛裝祭品。
祖靈籃是邵族家屋中最神聖的地方，多半掛在住屋正房左側離地約兩公尺的牆上，晚近家庭則多半將之放置在廳堂的神桌上，籃內盛有祖先留下的衣物和飾品，按年代遠近層層疊放，除了祭司及家族中的人以外，其他人不得碰觸之。
祖靈籃中除放有祖先的衣物外，亦放有生者的衣物，若有家戶的夫妻其中一方為外族之人，在祖靈祭中擔任過主祭者，其服飾在其有生之年將被放入籃內，此舉乃為認同氏族之意；反之，假若不曾擔任過主祭，外族配偶即使死去，衣物也不會被放入籃中。

## 祭拜時節與方法
在祭儀之中祖靈籃是為邵族祭儀傳統中極重要的一環，每逢祭典時，家家戶戶的祖靈籃都必須集合到祭場，由女祭司進行祭拜儀式，以祖靈祭為例，女祭司會唸一段祝禱文，接著按照家戶一一唸出家戶中之人名，邀請祖先與該家戶族人一同參與祭典，祭儀結束後族人會提回各家的祖靈籃，由女祭司逐戶的為各家進行家祭，而祖靈祭的最後，必須再度回到祭場進行祭典儀式。
除卻歲時祭儀，日常生活舉凡買賣、搬家、結婚、添購家電、買車......生活大小事等等，族人都要將祖靈籃取下，請來女祭司向祖靈祈告。唸祝禱詞須嚴謹為之，一旦唸錯災難將降臨在女祭司身上。

## 分割與更換
邵族分家的時候，祖靈籃內的衣物為主要分割項目，新戶會製作另一個新籃，舊籃裡分割出的祖先衣物被放入新籃中，表示將祖靈引入至新籃，這些過程都必須由女祭司所執行。
平時無事不得驚動祖靈籃，否則會觸犯禁忌而招致不幸，因此縱祖靈籃陳舊，仍不得隨意洗滌。當祖靈籃破損嚴重不堪使用時，可於農曆八月的祖靈祭請女祭司到家中作向，以更換新籃，惟舊籃不得隨意丟棄。

## 巫師制度
邵族祖靈籃的祭祀係由女祭司來進行，女祭司的邵語為Shishii，日治時期被稱為Shinshii，河洛語發音則為先生媽。
女祭司作為祖靈溝通的中介，其所負責的工作除奉祀外，尚包括治病、祈告、主持邵族人生活上的重要事件，每逢婚喪喜慶、男子成丁、建築、造船，均會邀請女祭司來家中祭告祖靈。
邵族以嚴謹的制度選出女祭司，因此女祭司除了必須有服務族群的意願外，還必須具備夫妻雙全、擔任過祖靈祭的主祭者、獲得最高祖靈的同意等要件。
邵族人相信最高祖靈住在Lalu上，婦女要成為女祭司必須先拜某一位女祭司為老師，並且坐船到Lalu上，若獲得最高祖靈承認，即表示可以成為女祭司，而最高祖靈年老重聽，只能聽到咳嗽聲，因此回程時，同行人必須沿途不斷的咳嗽，並召喚祖靈共同前來；回到家中後，先舉行祭祀，再由老師教導儀禮，當晚該位婦女必須睡正廳，並將家門敞開，夜裡祖靈會托夢給學習之人，若有感應則可以成為女祭司。

## 現況
隨著河洛人大量移入日月潭，漢族民間信仰與基督教先後傳入邵族，祖靈籃之於邵族人的行為有所改變。
邵族的祭典仍多延續女祭司集體祭拜的傳統，然在私領域的祭祀則顯得十分多樣化，家中的神桌除祭祀祖靈籃外，尚有拜神明、拜公媽牌、掛上十字架或耶穌像之家戶。民間祖先信仰被邵族吸收後，更衍生出不同樣式：
- 單拜祖靈籃，完全遵循傳統上由女祭司主持祭祀儀式者；
- 單拜祖靈籃，但每逢河洛人節日會燒香拜祖靈籃者；單拜祖靈籃，但同時祭拜異姓祖先的公媽牌者；
- 同時祭拜祖靈籃與公媽牌，亦即面對同一位祖先卻並存兩種不同祭祀體系者；
- 單拜公媽牌，且沒有留存祖先衣物者；
- 單拜公媽牌，仍留有祖先衣物者[4]。